# Нагрудний знак «За активну громадську діяльність»
Нагру́дний знак «За активну громадську діяльність» — заохочувальна відомча відзнака Міністерства України у справах сім'ї, молоді та спорту. Запроваджена Наказом від 25.04.2007 № 1304 у відповідності з Указом Президента України «Про державну реєстрацію нормативно-правових актів міністерств та інших органів виконавчої влади».

## Відомості про нагороду
Відомча заохочувальна відзнака Міністерства України у справах сім'ї, молоді та спорту «За активну громадську діяльність», вручається у вигляді нагрудного знака за роботу, спрямовану на розв'язання проблем сім'ї, жінок, дітей та молоді, пропаганду здорового способу життя, на організацію змістовного дозвілля та формування гуманістичних цінностей, створення умов для всебічного гармонійного розвитку людини; сприяння у досягненні фізичної та духовної досконалості людини; профілактику шкідливих звичок, насамперед серед молоді; виховання патріотичних почуттів і формування міжнародного іміджу країни.

Нагороджуються працівники Міністерства України у справах сім'ї, молоді та спорту, представники громадських організацій та інші особи, які займаються громадською діяльністю. Як виняток, Нагрудним знаком можуть нагороджуватися громадяни іноземних держав. 

Кандидати, представлені до нагородження Нагрудним знаком, повинні мати загальний стаж роботи в галузі або брати активну участь у її розбудові не менше ніж 5 років. 

Подання про нагородження Нагрудним знаком уносяться до Міністерства керівниками органів державної влади, структурних підрозділів Міністерства, Міністерства у справах молоді, сім'ї та ґендерної політики Автономної Республіки Крим, Комітету по фізичній культурі та спорту Ради міністрів Автономної Республіки Крим, структурних підрозділів з питань сім'ї, молоді та спорту, обласних, Київської та Севастопольської міських державних адміністрацій.

Разом з Нагрудним знаком нагородженому вручається посвідчення. У трудовій книжці за місцем роботи нагородженого робиться запис із зазначенням дати і номера наказу про нагородження Нагрудним знаком. Для військовослужбовців робиться відповідний запис в облікових документах.

Нагрудний знак носиться з правого боку грудей і розміщується нижче знаків державних нагород України.
Повторне нагородження Нагрудним знаком не проводиться.